# 路野上
路 野上（みち の のかみ、生没年不詳）は、奈良時代の貴族。官位は従五位下
・兵馬正。

## 経歴
聖武朝の天平17年（745年）太徳足・鴨石角・田辺高額・楢原東人らとともに外従五位下に昇叙される。翌天平18年（746年）4月に太徳足・鴨石角らとともに内位の従五位下に叙せられ、同年8月に県女王を斎王とするための斎宮寮を設置した際にその長官に任ぜられた。天平19年（747年）大監物となる。
その後、淳仁朝の天平宝字4年（760年）になって兵馬正に任じられている。

## 官歴
『続日本紀』による。
- 時期不詳：正六位上
- 天平17年（745年） 正月7日：外従五位下
- 天平18年（746年） 4月22日：従五位下。8月23日：斎宮寮長官（斎王：県女王）
- 天平19年（747年） 9月23日：大監物
- 天平宝字4年（760年） 正月16日：兵馬正